# Yale University Press

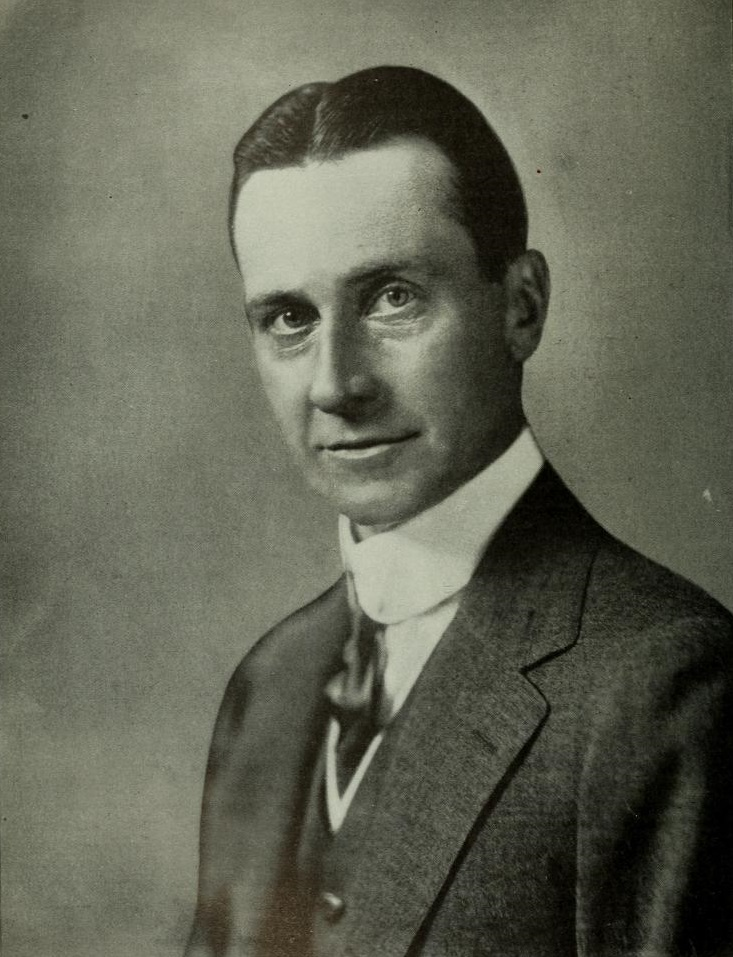
George Parmly Day, fundador da Yale University Press

A Yale University Press é uma editora universitária associada à Universidade de Yale. Foi fundada em 1908 por George Parmly Day, e tornou-se um departamento oficial da Universidade de Yale em 1961, mas permanece financeira e operacionalmente autônoma.
Desde 2009, a Yale University Press publicou aproximadamente trezentos novos livros de capa dura e 150 novos livros de bolso anualmente e tem mais de seis mil livros impressos. Seus livros ganharam cinco National Book Awards, dois National Book Critics Circle Awards e oito Prêmios Pulitzer.
A imprensa mantém escritórios em New Haven, Connecticut e Londres, Inglaterra. Foi co-fundador do distribuidor TriLiteral LLC com MIT Press e Harvard University Press. TriLiteral foi vendido para a LSC Communications em 2018.

## Programas de séries e publicações

### Competição de Jovens Poetas da Yale
Desde a sua criação em 1919, a Competição de Jovens Poetas de Yale publicou a primeira coleção de poesia de novos poetas. O primeiro vencedor foi Howard Buck; o vencedor de 2011 foi Katherine Larson.

### Anchor Yale Bible Series
A Yale University Press e o Yale Repertory Theatre patrocinam em conjunto a Yale Drama Series, uma competição de dramaturgia. O vencedor da competição anual recebe o Prêmio David C. Horn de dez mil dólares, a publicação de seu manuscrito pela Yale University Press e uma leitura encenada na Yale Rep. A Yale Drama Series e o David C. Horn Prize são financiados pela Yale. Fundação David Charles Horn.
Em 2007, a Yale University Press adquiriu a Anchor Bible Series, uma coleção de mais de 115 volumes de erudição bíblica, do Doubleday Publishing Group . Os títulos novos e da lista de retaguarda estão agora publicados sob o nome Anchor Yale Bible Series.

### Futuro da democracia americana
A Yale University Press está publicando o Future of American Democracy Series que "visa examinar, sustentar e renovar a visão histórica da democracia americana em uma série de livros de alguns dos principais pensadores da América", em parceria com o Future of American Democracy Foundation.

### A série Lamar na história ocidental
The Lamar Series in Western History (anteriormente Yale Western Americana Series)  foi criada em 1962 para publicar obras que melhoram a compreensão dos assuntos humanos no oeste americano e contribuir para uma maior compreensão de por que a matéria Oeste nos domínios político, vida social e cultural da América.

### Série de palestras Terry
O Dwight H. Terry Lectureship foi criado em 1905 para incentivar a consideração da religião no contexto da ciência moderna, psicologia e filosofia. Muitas das palestras, organizadas pela Universidade de Yale, foram editadas em formato de livro pela Yale University Press.

### Yale Nota Bene
Em 22 de setembro de 2000, a Yale University Press anunciou uma nova impressão de Yale Nota Bene que apresentaria "reimpressões de títulos clássicos e vendidos da Yale Press, abrangendo trabalhos de história, religião, ciência, atualidades, referências e biografias, além de ficção, poesia e drama ".

## Curso de publicação da Yale
O Yale Publishing Course foi fundado em 2010 pela ex-diretora editorial da Yale University Press, Tina C. Weiner. Ele preencheu a lacuna criada pelo fechamento do lendário Stanford Publishing Course. Opera sob a égide do Escritório de Assuntos Internacionais da Universidade de Yale.
O curso treina profissionais de publicação de nível médio a sênior para abordar os problemas mais importantes enfrentados pela indústria editorial e se concentra em desenvolver habilidades de liderança. O currículo se concentra em análises aprofundadas de tendências globais, modelos de negócios inovadores, estratégias de gerenciamento e novos avanços em tecnologia. Seus programas imersivos de uma semana, um dedicado à publicação de livros e outro à publicação digital e revista, combinam palestras, grupos de discussão e sessões individuais de aconselhamento. O corpo docente é composto por especialistas líderes da indústria e membros da Yale School of Management, da Yale Library e da Yale University Press.
Os participantes vêm de todo o mundo e representam todas as áreas de publicação dentro de organizações de todos os tamanhos e tipos de publicações.

## Controvérsias

### Desfigurando a composição do "Ação Humana" de Mises
Em 1963, a imprensa publicou uma edição revisada do "Ação Humana", de Ludwig von Mises. Na edição de 5 de maio de 1964 da National Review, Henry Hazlitt escreveu a história "Mangling a Masterpiece", acusando a Yale University Press de tipificar intencionalmente a nova edição de maneira amadora, devido às diferentes crenças ideológicas da imprensa.

### Controvérsia dos desenhos animados do Muhammad
Em agosto de 2009, autoridades da Press acenderam uma controvérsia quando decidiram eliminar reproduções das caricaturas envolvidas na controvérsias dos cartoons do Jyllands-Posten Muhammad, juntamente com todas as outras imagens de Maomé, de um livro acadêmico intitulado The Cartoons that Shook the World, pelo professor Jytte Klausen.